# Dia Mundial do Surdo
O Dia Mundial do Surdo é comemorado por membros da comunidade surda de todo o mundo (surdos e ouvintes) no último domingo do mês de Setembro de cada ano, com objetivo de relembrar as lutas da comunidade ao longo das eras, como por exemplo, a luta em prol do reconhecimento da língua gestual nos diversos países do globo. Há também o Dia Nacional dos Surdos, que no Brasil é comemorado dia 26 de setembro.